# Мяркіс (річка)

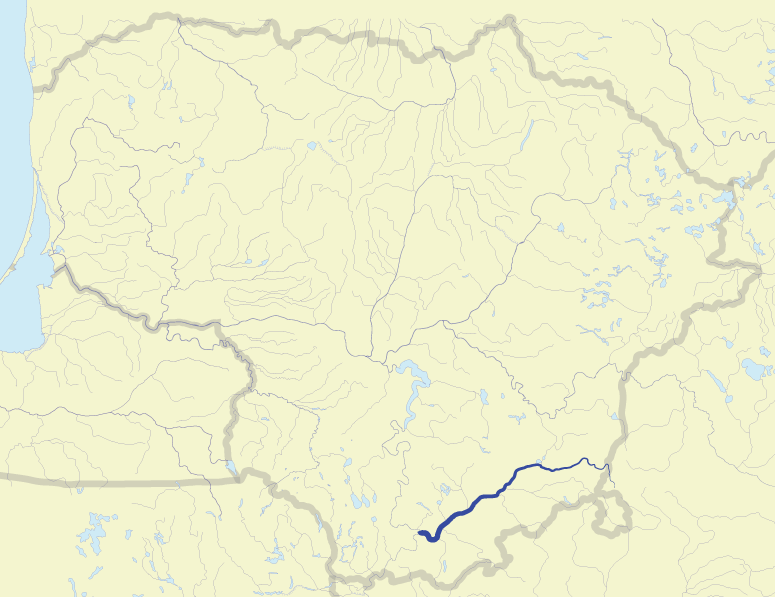
Мяркіс на карті Литви та північно-західної Білорусі

Мяркіс (лит. Merkys, біл. Мяркіс, Мерычанка) — річка на південному сході Литви, права притока річки Нямунас.
Витоки річки розташовані на Ошмянській височині в Білорусі, біля самого кордону з Литвою. Впадає в Нямунас біля населеного пункту Мяркіне, за 20 км на північний схід від міста Друскінінкай. Річка в верхній течії та в нижній звивиста, загальна довжина складає 206 км, з них територією Литви — 190 км. Площа басейну 4440 км², витрата води в 14 км від гирла 35,2 м³/сек, найбільший — до 49,8 м³/сек.
Живлення Мяркіса змішане, переважано за рахунок ґрунтових вод. Повноводдя — з березня по травень. Річка замерзає в грудні, в березні починається льодохід. Лід на річці нестійкий. Мяркіс використовувався раніше для сплаву лісу, судноплавство господарського значення не має.
Основні притоки: Ула, Скроблус, Шальчя, Груда (ліві); Варене, Дуобупіс, Спянгла, Гялужа, Лукна (праві).